# Cleora transversaria
Cleora transversaria là một loài bướm đêm trong họ Geometridae.